# Klas Grinell
Klas Grinell, född 2 juni 1969, är en svensk författare och docent i idéhistoria med inriktning på islamisk tradition, kulturarv och filosofi.

## Biografi
Grinells intresse för den muslimska världen växte under fem år som guide, bland annat i Egypten och Israel.
Mellan 2008 och 2018 var han kurator och forskningssamordnare vid Världskulturmuseet i Göteborg. Mellan 2019 och 2022 var han föreståndare  för CERGU - Centrum för Europaforskning vid Göteborgs Universitet, och är sedan 2021 utvecklingsledare på Göteborgs museer och konsthall.
Grinell disputerade 2004 med avhandlingen Att sälja världen: omvärldsbilder i svensk utlandsturism. För att komma åt hur utländska resmål och dess invånare framställs studerade han svensk turistindustris marknadsföringsmaterial under perioden 1930–1990. Genom att se hur "de andra" beskrivs menar han sig komma åt det som uppfattas som svenskt och "normalt". Han framhåller att stereotypifierad marknadsföring blir en del av en förtryckande världsordning, där stereotyperna säger mer om resenärerna än om dem de skall beskriva.
Grinell har haft ett långvarigt forskningsintresse för Fethullah Gülens författarskap och skrivit flera böcker om detta. Han har beskrivit de repressiva åtgärderna i Turkiet mot Gülenrörelsen som en "blind jakt på en hel rörelse".
Hans bok Islams filosofihistoria: från Fitaghuras och Aflatun till Nasr och Ramadan (2016) beskrevs av professor Mohammad Fazlhashemi som "ett välkommet bidrag som ger en inblick i de islamiska filosofiska tanketraditionerna, med hög relevans för dagens offentliga debatt om islam".
År 2024 gav Grinell ut Muhammed, där han skildrar såväl barmhärtighetens som svärdets betydelse för islams grundande. Muhammed beskrivs både ur historiska och religiösa perspektiv, och hans gärning sätts in i sitt storpolitiska sammanhang.
Grinells publicering har (2025) enligt Google Scholar drygt 200 citeringar och ett h-index på 10.